# Stephen Adler
Stephen Louis Adler (New York City, 30 de noviembre de 1939) es un físico estadounidense, especializado en  partículas elementales y en teoría de campos.
En  1961, Adler obtuvo su BA por la Universidad Harvard, y un Ph. D. por la Universidad Princeton en 1964. Desde ese año y hasta 1966 fue investigador Junior en Harvard. En 1966, comenzó a trabajar en el Institute for Advanced Study y en 1969 es profesor de física teórica, siendo en 1979, galardonado con el New Jersey Albert Einstein Professor. Y en 2010, es profesor emérito.
Sus trabajos pioneros sobre procesos de neutrinos de alta energía, la álgebra actual, teoremas pion suaves, reglas de suma y anomalías de la teoría de perturbaciones ayudaron a sentar las bases para el modelo estándar actual de la física de partículas elementales.
En 2012, Adler contribuyó a una empresa de la familia cuando escribió el prólogo para el libro 87.º de su padre de entonces de 99 años de edad "Resolver el enigma de Phyllotaxis: ¿Por qué los números de Fibonacci y la proporción áurea se presentan en plantas". diagramas del libro son de su hermana Peggy.

## Dinámica de seguimiento
En su libro Quantum Theory as an Emergent Phenomenon , publicado en 2004, Adler presentó su dinámica de trazas, un marco en el que la teoría cuántica de campos surge de una teoría matricial. En esta teoría de la matriz, las partículas están representadas por matrices no conmutadas, y los elementos de la matriz de partículas bosónicas y fermiónicas son números complejos ordinarios y números de Grassmann no conmutados , respectivamente. Usando el principio de acción , se puede construir un lagrangiano a partir de la traza de una función polinomial de estas matrices, lo que lleva a ecuaciones de movimiento hamiltonianas . La construcción de una mecánica estadística de estos modelos matriciales conduce, según Adler, a una "teoría emergente de campos cuánticos complejos efectivos".
La Trace Dynamics de Adler ha sido discutida en relación con la teoría espacial diferencial de los sistemas cuánticos por Norbert Wiener y Amand Siegel, su variante por David Bohm y Jeffrey Bub , y las modificaciones de la ecuación de Schrödinger por términos adicionales como el término de potencial cuántico o términos estocásticos y teorías de variables ocultas.

## Obra

### Algunas publicaciones
- Quantum Theory as an Emergent Phenomenon: The Statistical Mechanics of Matrix Models as the Precursor of Quantum Field Theory, Cambridge Univ. Press, 2004, ISBN 978-0-521-11597-1, ISBN 978-0-521-83194-9

- Adventures in Theoretical Physics: Selected Papers of Stephen Adler with Commentaries: Selected Papers with Commentaries, World Scientific Series in 20th Century Physics, World Scientific Publishing Co. 2006, ISBN 978-9-812-56370-5

- The Guide to PAMIR, Theory and Use of Parameterized Adaptive Multidimensional Integration Routines, World Scientific Publishing Co.

2012, ISBN 978-981-4425-03-2
- Quaternionic Quantum Mechanics and Quantum Fields, International Series of Monographs on Physics, Oxford Univ. Press, 1994, ISBN 978-0-195-06643-2

## Honores

### Membresías
- 1974: de la American Academy of Arts and Sciences.[8]

### Galardones
- 1988: Premio Sakurai de la American Physical Society
- 1988: Medalla Dirac (ICTP) del Centro Internacional de Física Teórica (ICTP).

## Literatura
- Stephen L. Adler. Adventures in theoretical physics. Selected papers with commentary. World Scientific, Singapore u. a. 2006, ISBN 981-256522-1, (World Scientific series in 20th century physics 37).
- Who’s Who in America. 66.ª ed. 2012, v. 1: A–L. Marquis Who’s Who, Berkeley Heights 2011, ISBN 978-0-8379-7031-8 (v. 1), ISBN 978-0-8379-7035-6 (Gesamtwerk), ISSN 0083-9396, p. 30